# Commandeur
Pour les articles homonymes, voir Commandeur (homonymie).
Le terme de commandeur a d'abord désigné au Moyen Âge le responsable d'une commanderie des ordres militaires, comme l'ordre du Temple, ou hospitaliers, comme l'ordre de Saint-Jean de Jérusalem (il est aussi arrivé que des cadets de familles nobles usurpent ce titre) ; aujourd'hui, il s'agit d'un grade dans certains ordres honorifiques en Belgique et en France. 
Ce titre est particulièrement connu grâce au mythe de la statue du Commandeur de la légende de Don Juan.

## Titre dans les ordres religieux

### Ordre de Saint-Jean de Jérusalem
On nommait commandeur un chevalier de l'ordre de Saint-Jean de Jérusalem pourvu d'une commanderie.
Le grand commandeur de l'Hospital et le grand commandeur de l'Outre-mer ou « grand commandeur deçà mer » sont des titres personnels traditionnels généralement attribués à un chevalier hospitalier faisant partie du « conseil ordinaire » du grand maître des Hospitaliers de l'ordre de Saint-Jean de Jérusalem. Les fonctions du grand commandeur de l'Hospital était de diriger le couvent central en l'absence du grand maître. Le grand commandeur de l'Outre-mer avait le contrôle des prieurés d'Occident avec l'objectif de mieux faire rentrer au couvent les responsions. Ces deux titres apparus en 1180 et furent remplacés par le grand commandeur avec la réforme de 1340.
Le grand commandeur est la première dignité de l'ordre de Saint-Jean de Jérusalem après celle de grand maître. Il était président du commun trésor et de la chambre des comptes. Il résidait au couvent et ne pouvait en sortir tant qu'il exerçait sa charge. Il était le pilier (chef) de la langue de Provence et pouvait posséder le grand prieuré de Hongrie.

### Ordre du Temple
Dans l'ordre du Temple, la fonction de commandeur, ou « praeceptor » (précepteur)  a des caractéristiques différentes suivant l'affectation occidentale ou orientale du chevalier concerné. Voir commandeur en Occident et commandeur en Orient.

### Autres
Les supérieurs de l'ordre des Trinitaires (Mathurins) et les religieux de l'ordre de Notre-Dame-de-la-Merci (mercédaires) utilisaient le titre de commandeur.

### Personnalités
Un des commandeurs les plus célèbres est un personnage de fiction de la légende de Don Juan, illustré par exemple par Molière (Dom Juan ou le Festin de Pierre), pièce dans laquelle, après avoir tué le Commandeur, père d'une des femmes qu'il a séduites, Don Juan est envoyé en enfer au terme d'un repas avec la « statue du Commandeur ». 
Le titre de commandeur est fréquent en Espagne à l'Époque moderne : par exemple, le navigateur Francisco José García Jofré de Loaísa, amiral de la flotte envoyée par Charles Quint en 1525 vers les îles Moluques, est commandeur d'Ocaña, ville de la Manche ; un de ses frères est commandeur de Paracuellos.

## Titre dans les ordres honorifiques
Le commandeur occupe le rang supérieur à celui d'officier. 

### Belgique
Dans les ordres de Léopold, de la Couronne et de Léopold II, le grade de commandeur est le troisième dans la hiérarchie. Il se situe juste au-dessus de celui d'officier et en dessous de celui de grand officier. La décoration est suspendue à un ruban passé autour du cou.
Le titre de Commandeur est le quatrième et le plus haut grade dans l'Ordre du Mérite wallon. la décoration se porte en cravate.

### France
Les ordres de la Légion d'honneur et du Mérite comportent cinq niveaux (trois grades et deux distinctions) : le titre de commandeur désigne le troisième grade, celui qui vient immédiatement au-dessus de celui d'officier. La décoration se porte en cravate.
Les ordres ministériels (Palmes académiques, Mérite agricole, Mérite maritime, Arts et Lettres) comportent trois niveaux : celui de commandeur est le troisième et plus élevé. La décoration se porte en cravate.

### Italie
En Italie, le titre de Commendatore n'a généralement qu'un seul rang et était utilisé comme honneur de troisième degré dans la plupart des ordres des États préunitaires de la Péninsule, avant d'être utilisé de manière décisive dans les ordres chevaleresques du royaume d'Italie et dans ceux de la République.